# Woodside (Berkshire)
Woodside – wieś w Anglii, w hrabstwie ceremonialnym Berkshire, w dystrykcie (unitary authority) Bracknell Forest (częściowo w Windsor and Maidenhead). Leży 22 km na wschód od centrum miasta Reading i 38 km na zachód od centrum Londynu. Miejscowość liczy 200 mieszkańców.